# Ano da Hégira
Ano da Hégira (em latim: Anno Hegirae; abreviado A.H.) é a expressão em latim para designar a contagem de anos a partir da Hégira, a fuga de Maomé de Meca para Medina, ocorrida em 622, que marca o início do calendário islâmico.
O calendário islâmico é puramente lunar, com cada ano sendo composto de exatamente doze meses lunares (o tempo entre duas fases iguais da Lua). Cada mês começa com primeira vez em que a Lua Nova aparece no céu da tarde. Para efeitos administrativos, os meses ímpares (1, 3, 5, 7, 9, 11) têm sempre trinta dias, e os meses pares (2, 4, 6, 8, 10), exceto o último, têm sempre vinte e nove dias, sendo que o último mês, Dhu al-Ḥijjah, pode ter 29 ou 30 dias. A cada período de trinta anos, este dia extra é adicionado em onze anos, de forma que a duração média do ano lunar é de {\displaystyle 354{\frac {11}{30}}\,} ou, dividindo por doze, {\displaystyle 29{\frac {191}{360}}\,} dias para a duração do mês lunar, apenas três segundos diferente do valor real, ou um dia em 2260 anos. Assim, um ano deste calendário tem cerca de onze dias a menos que o ano trópico, de modo que, a cada 34 anos, a diferença entre o ano no calendário gregoriano e o calendário islâmico diminui de um. Os dois calendários vão se "interceptar" por volta do quinto mês do ano 20874 dos dois calendários.
A época  do calendário islâmico é a data da primeira lua nova, do primeiro mês lunar, do ano em que Maomé e seus seguidores fugiram de Meca para Medina. Este momento, no calendário juliano, corresponde ao dia 16 de julho de 622. O termo hégira (pronunciado como hijra) costuma ser traduzido como fuga, porém alguns estudiosos islâmicos têm preferido definir hégira como o rompimento das relações ou o abandono da sua tribo. Acredita-se que a hégira ocorreu em 20 de setembro de 622. O calendário foi criado no ano 17 da Hégira  pelo segundo califa, Omar (592-644).